# Ламишино (усадьба)
Ламишино (до 1917 года — Ламишино-Богородское) — усадьба, расположенная в хуторе Ламишино Истринского района Московской области.

## История
Село известно по документам с начала XVI века в качестве вотчины стольника Л. А. Плещеева. В 1720 году усадьба досталась Алексею и Николаю Жеребцовым. Существовавшая в то время деревянная Казанская церковь была снесена в связи с её разрухой. На смену ей пришла другая деревянная и с прежним посвящением церковь в другой части села, принадлежащая М. П. Мещерской.
С конца XVIII века усадьбой владели дворяне Бурцовы, выстроившие в ней деревянный храм Казанской иконы Божией Матери.
В середине XIX века владелицей имения была дочь штабс-капитана П. Е. Бурцова С. П. Неврева — жена художника-передвижника Николая Васильевича Неврева, который проживал какое-то время здесь летом.
Село, которое было разделено на две части, имело два самостоятельных имения со своими храмами, господскими домами и службами. К началу XX века вышеупомянутый храм стал уже совсем ветхим. Было принято решение построить новый, из кирпича. Церковь во имя иконы Казанской Божией Матери строилась с 1902 по 1905 год, её архитектором стал Александр Антонович Галецкий. Облик храма был наделён балканскими чертами архитектуры.
До Октябрьской революции 1917 года село носило двойное название Ламишино-Богородское, соответственно и усадьба называлась так же.
В 1930-е годы храм был разграблен и закрыт. После Великой Отечественной войны в нём попеременно размещались столовая, спортзал, мастерские, склады и специальный деревообрабатывающий цех. В 1998 году Церковь Казанской иконы Божией Матери была передана общине верующих.
В Ламишино также сохранились остатки пейзажного парка и безликий одноэтажный господский дом начала XX века.